# DNSChanger
DNSChanger是活跃在2007年至2011年的DNS劫持软件。这是由爱沙尼亚一家叫Rove Digital的公司研发的恶意软件，它会通过修改计算机的DNS设置，指向他们自己的服务器来感染电脑。通过这种方法，用户在浏览网页的时候就会被插入广告。在该软件鼎盛的时期，大约感染了超过四百万台计算机，给它的公司带来了至少1400万美元的非法广告收入。